# Інопланетний апокаліпсис
«Інопланетний апокаліпсис» (англ. Alien Apocalypse) — фантастичний бойовик 2005 року, знятий Джошом Бекером.

## Сюжет
Група астронавтів повертається на Землю після міжзоряного польоту тривалістю 40 років. За цей час Землю окупували інопланетні тварюки. Астронавти потрапляють у полон, один із групи гине. Їх відправляють у табір, де ще одного вбивають, бо він відмовлявся працювати. Гуд та Келлі помічають як деградували люди під керівництвом інопланетян. Вони вирішують втекти наступного дня, їхнє бажання посилюється чуткою про президента, який вижив та готує армію. Втеча проходить з успіхом. Але охоронець затримує Келлі. Гуд з іншими людьми, які вирили в президента, дістаються до штабу та організовують напад на табір. Врятований Келлі приєднується до повстанців.

## У ролях
| Актор              | Роль             |
| ------------------ | ---------------- |
| Брюс Кемпбелл      | Іван Гуд         |
| Рене О'Коннор      | Келлі            |
| Владімір Колєв     | Боб              |
| Пітер Джейсон      | президент Демскі |
| Ремінгтон Франклін | Алекс            |
| Майкл Корі Девіс   | Чак Беркс        |
| Неда Соколовска    | Айда             |
| Валєнтін Гіасбеілі | Тайлер           |

## Створення фільму

### Виробництво
Зйомки фільму проходили в Болгарії.

### Знімальна група
- Кінорежисер — Джош Бекер
- Сценарист — Джош Бекер
- Кінопродюсер — Боб Перкінс
- Композитор — Джозеф ЛоДука
- Кінооператор — Девід Ворт
- Кіномонтаж — Шон Пейпер
- Художник-постановник — Джордж Костелло
- Артдиректори — Віктор Андрєєв, Огнян Огнянов
- Художник з костюмів — Катя Іванова[1].

## Сприйняття

### Критика
Фільм отримав негативні відгуки. На сайті Rotten Tomatoes оцінка стрічки становить 31 % від глядачів із середньою оцінкою 2,6/5 (6 381 голос). Фільму зарахований «розсипаний попкорн» від глядачів, Internet Movie Database — 4,5/10 (3 540 голосів).

### Номінації та нагороди
| Нагороди та номінації фільму «Інопланетний апокаліпсис» | Нагороди та номінації фільму «Інопланетний апокаліпсис» | Нагороди та номінації фільму «Інопланетний апокаліпсис» | Нагороди та номінації фільму «Інопланетний апокаліпсис» | Нагороди та номінації фільму «Інопланетний апокаліпсис» | Нагороди та номінації фільму «Інопланетний апокаліпсис» |
| Рік                                                     | Кінофестиваль/кінопремія                                | Категорія/нагорода                                      | Номінант                                                | Результат                                               |                                                         |
| ------------------------------------------------------- | ------------------------------------------------------- | ------------------------------------------------------- | ------------------------------------------------------- | ------------------------------------------------------- | ------------------------------------------------------- |
| 2007                                                    | Кінофестиваль у Жерармере                               | Найкращий direct-to-video фільм                         | Джош Бекер                                              | Перемога                                                |                                                         |